# Elisabet Sofia de Saxònia-Altenburg

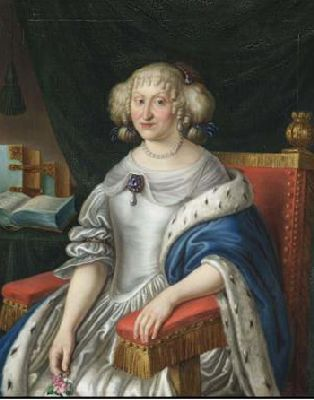

Elisabet Sofia de Saxònia-Altenburg (en alemany Elisabeth Sophia von Sachsen-Altenburg) va néixer a Halle (Alemanya) el 10 d'octubre de 1619 i va morir a Gotha el 20 de desembre de 1680. Era una noble alemanya, filla del duc Joan Felip (1597-1639) i d'Elisabet de Brunsvic-Wolfenbuttel (1593-1650).
Donat que en la legislació de Saxònia-Altenburg no estava prevista la successió femenina, després de la mort del seu pare, el 1639, va ser el seu oncle Frederic Guillem II que es va fer càrrec del ducat de Saxònia-Altenburg. En morir aquest el 1669, va ser succeït pel seu fill menor d'edat, Frederic Guillem III, el qual mórí tres anys més tard, quan només tenia 15 anys. En extingir-se, doncs, la línia masculina de Saxònia-Altenburg, Elisabet Sofia es convertí en hereva del ducat. El seu marit Ernest I en reclamà, per tant, l'herència per als seus fills obrint així un conflicte entre diferents branques de la casa de Wettin. Els seus fills, però, tornaren a dividir el ducat 

## Matrimoni i fills
El 24 d'octubre de 1636 es va casar a Altenburg amb Ernest I de Saxònia-Gotha-Altenburg (1601-1675), fill del duc Joan II de Saxònia-Weimar (1570-1605) i de Dorotea Maria d'Anhalt-Zerbst (1574-1617). El matrimoni va tenir divuit fills:
- Joan (1638-1638)
- Elisabet Dorotea (1640-1709), casada amb Lluís VI de Hessen-Darmstadt (1630-1678)
- Joan (1641-1657)
- Cristià (1642-1642)
- Sofia (1643-(1657)
- Joana (1645-1657)
- Frederic (1646-1691), casat amb Magdalena Sibil·la de Saxònia-Weissenfels (1648-1681).
- Albert (1648-1699), casat primer amb Elisabet de Brunsvic-Wolfenbuttel (1638-1687), i després amb Susanna Kempinsky (1643-1717)
- Bernat (1649-1706), casat primer amb Maria Hedwig de Hessen-Darmstadt (1647-1680), i després amb Elisabet Elionor de Brünsvic-Wolfenbüttel (1658-1729).
- Enric (1650-1710), casat amb Maria Elisabet de Hessen-Darmstadt (1656-1715).
- Cristià, (1653-1707), casat primer amb Cristina de Saxònia-Merseburg (1659-1679), i després amb Sofia de Hessen-Darmstadt (1661-1712).
- Dorotea (1654-1682)
- Ernest (1655-1715), casat amb Sofia Enriqueta de Waldeck (1662-1702).
- Joan Ernest (1658-1729), casat primer amb Sofia Hedwig de Saxònia-Merseburg (1660-1686), i després amb Carlota Joana de Waldeck-Wildungen (1664-1699).
- Joana (1660-1660)
- Joan (1661-1662)
- Sofia (1663-1633)